# Monte Vettore
De Monte Vettore is een bergmassief in de Apennijnen. Het ligt in de regio Marche nabij de grens met Umbrië. Het massief heeft de vorm van een hoefijzer met als hoogste punt de Monte Vettore (2476 m). De andere toppen van west naar oost zijn de Quarto San Lorenzo, Cima Del Redentore, Cima del Lago en Monte Torrone.
Het massief maakt deel uit van het nationaal park Nationaal Park Monti Sibillini. In het centrum van de Monte Vettore ligt op een hoogte van 1941 meter het kristalheldere bergmeer Lago di Pilato waarin een zeer zeldzame zoetwatergarnaal voorkomt.
Ten zuiden van de Monte Vettore ligt de uitgestrekte Piano Grande, het belangrijkste uitgangspunt voor tochten naar het gebergte. Vanaf de top heeft men bij helder weer uitzicht op de nabijgelegen Gran Sasso, de Terminillo en kuststrook van Marche.

## Afbeeldingen

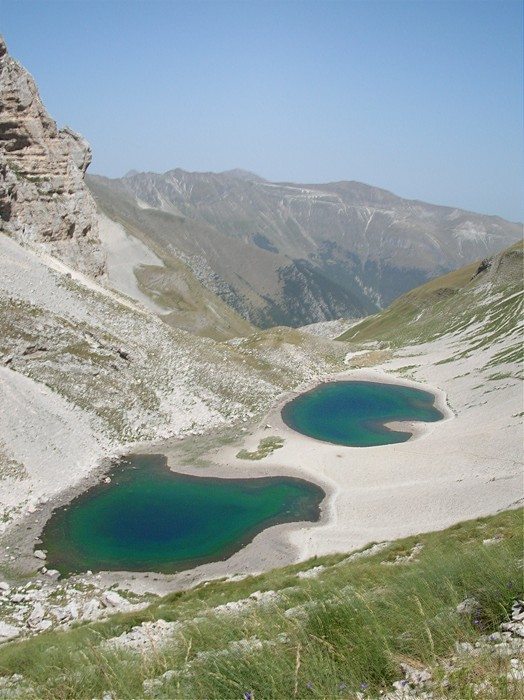
Lago di Pilato

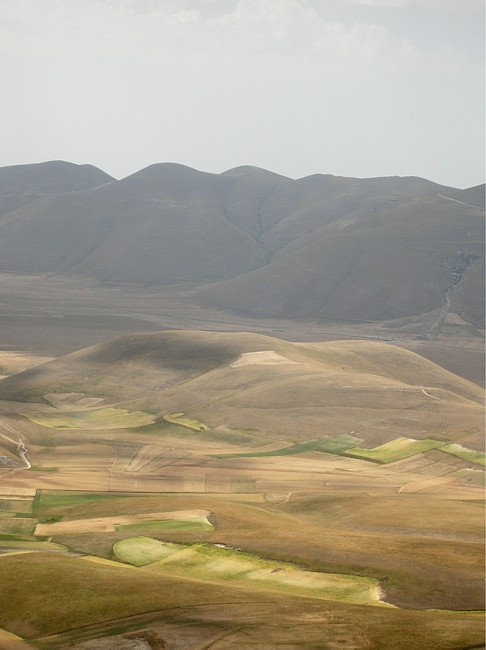
Piano Grande